# Urraca di Borbone-Due Sicilie
Urraca Maria Isabella Carolina Aldegonda Carmela di Borbone-Due Sicilie (Castello di Nymphenburg, 14 luglio 1913 – Sigmaringen, 3 maggio 1999) è stata un membro del Casato dei Borbone, Principessa Borbone delle Due Sicilie.

## Famiglia
Urraca era la sestogenita e figlia minore del Principe Ferdinando Pio di Borbone-Due Sicilie, Duca di Calabria e dunque pronipote di re Ferdinando II delle Due Sicilie, e di sua moglie, la Principessa Maria Ludovica Teresa di Baviera.

## Biografia
Suo bisnonno era Ferdinando II, penultimo re delle Due Sicilie.
Durante l'età avanzata, Urraca fu sotto le cure di sua nipote, la contessa di Stolberg-Wernigerode. Trascorse gli ultimi 18 mesi della sua vita in una casa di cura per anziani a Sigmaringen.
Urraca desiderava che i suoi resti fossero cremati e collocati nella chiesa dei Borbone di Napoli a Santa Chiara, però, uno dei due Capi della Casa di Borbone-Due Sicilie Principe Ferdinando, Duca di Castro rifiutò di onorare i suoi desideri poiché egli era intenzionato a riservare spazio per i resti della sua famiglia. Urraca fu invece sepolta con i suoi genitori, la sorella maggiore Maria Antonietta, e suo fratello maggiore il Principe Ruggero Maria, duca di Noto presso la Filialkirche St. Peter und Paul a Rieden in Baviera.
Nel 2013, nel centenario della nascita della Principessa e nel XIV anniversario della morte, l’Istituto di Ricerca Storica delle Due Sicilie, guidato dal suo presidente comm. Giovanni Salemi, organizzò un viaggio a Starnberg in Baviera facendo celebrare una S.Messa nella Filialkirche St. Peter und Paul e deponendo una corona d’alloro sulla Sua tomba. Alla cerimonia parteciparono membri della famiglia reale bavarese, della nobiltà Napoletana ed alcuni Cavalieri del Sacro Militare Ordine Costantiniano di San Giorgio.

## Titoli, trattamento, onorificenze e stemma

### Titoli e trattamento
- 14 luglio 1913 – 3 maggio 1999: Sua Altezza Reale Principessa Urraca di Borbone-Due Sicilie

### Onorificenze
- Dama di Gran Croce di Giustizia del Sacro Militare Ordine Costantiniano di San Giorgio
- Dame di Onore e Devozione del Sovrano Militare Ordine di Malta

## Ascendenza
|                                                     |                                                 |                                            | Genitori                                  |  |  | Nonni |  |  | Bisnonni                        |  |  | Trisnonni                     |  |
|                                                     |                                                 |                                            |                                           |  |  |       |  |  | Ferdinando II delle Due Sicilie |  |  | Francesco I delle Due Sicilie |  |
|                                                     |                                                 |                                            |                                           |  |  |       |  |  | Ferdinando II delle Due Sicilie |  |  | Francesco I delle Due Sicilie |  |
|                                                     |                                                 | Maria Isabella di Borbone-Spagna           |                                           |  |  |       |  |  | Ferdinando II delle Due Sicilie |  |  |                               |  |
| Alfonso di Borbone-Due Sicilie                      |                                                 |                                            |                                           |  |  |       |  |  | Ferdinando II delle Due Sicilie |  |  |                               |  |
|                                                     |                                                 | Maria Teresa d'Asburgo-Teschen (1816-1867) | Carlo d'Asburgo-Teschen                   |  |  |       |  |  |                                 |  |  |                               |  |
|                                                     |                                                 | Maria Teresa d'Asburgo-Teschen (1816-1867) | Carlo d'Asburgo-Teschen                   |  |  |       |  |  |                                 |  |  |                               |  |
|                                                     |                                                 | Maria Teresa d'Asburgo-Teschen (1816-1867) | Enrichetta di Nassau-Weilburg (1797-1829) |  |  |       |  |  |                                 |  |  |                               |  |
| Principe Ferdinando Pio, Duca di Calabria           |                                                 | Maria Teresa d'Asburgo-Teschen (1816-1867) |                                           |  |  |       |  |  |                                 |  |  |                               |  |
|                                                     |                                                 | Principe Francesco, Conte di Trapani       | Francesco I delle Due Sicilie             |  |  |       |  |  |                                 |  |  |                               |  |
|                                                     |                                                 | Principe Francesco, Conte di Trapani       | Francesco I delle Due Sicilie             |  |  |       |  |  |                                 |  |  |                               |  |
|                                                     |                                                 | Principe Francesco, Conte di Trapani       | Maria Isabella di Borbone-Spagna          |  |  |       |  |  |                                 |  |  |                               |  |
| Principessa Maria Antonietta di Borbone-Due Sicilie |                                                 | Principe Francesco, Conte di Trapani       |                                           |  |  |       |  |  |                                 |  |  |                               |  |
|                                                     |                                                 | Arciduchessa Maria Isabella d'Austria      | Leopoldo II, Granduca di Toscana          |  |  |       |  |  |                                 |  |  |                               |  |
|                                                     |                                                 | Arciduchessa Maria Isabella d'Austria      | Leopoldo II, Granduca di Toscana          |  |  |       |  |  |                                 |  |  |                               |  |
|                                                     |                                                 | Arciduchessa Maria Isabella d'Austria      | Maria Antonia di Borbone-Due Sicilie      |  |  |       |  |  |                                 |  |  |                               |  |
| Principessa Urraca di Borbone-Due Sicilie           |                                                 | Arciduchessa Maria Isabella d'Austria      |                                           |  |  |       |  |  |                                 |  |  |                               |  |
|                                                     | Principe Luitpold, Principe Reggente di Baviera | Ludovico I di Baviera                      |                                           |  |  |       |  |  |                                 |  |  |                               |  |
|                                                     | Principe Luitpold, Principe Reggente di Baviera | Ludovico I di Baviera                      |                                           |  |  |       |  |  |                                 |  |  |                               |  |
|                                                     | Principe Luitpold, Principe Reggente di Baviera | Teresa di Sassonia-Hildburghausen          |                                           |  |  |       |  |  |                                 |  |  |                               |  |
| Ludovico III di Baviera                             | Principe Luitpold, Principe Reggente di Baviera |                                            |                                           |  |  |       |  |  |                                 |  |  |                               |  |
|                                                     |                                                 | Arciduchessa Augusta d'Austria             | Leopoldo II di Toscana                    |  |  |       |  |  |                                 |  |  |                               |  |
|                                                     |                                                 | Arciduchessa Augusta d'Austria             | Leopoldo II di Toscana                    |  |  |       |  |  |                                 |  |  |                               |  |
|                                                     |                                                 | Arciduchessa Augusta d'Austria             | Maria Anna Carolina di Sassonia           |  |  |       |  |  |                                 |  |  |                               |  |
| Principessa Maria Ludovica Teresa di Baviera        |                                                 | Arciduchessa Augusta d'Austria             |                                           |  |  |       |  |  |                                 |  |  |                               |  |
|                                                     |                                                 | Ferdinando Carlo Vittorio d'Asburgo-Este   | Francesco IV, Duca di Modena              |  |  |       |  |  |                                 |  |  |                               |  |
|                                                     |                                                 | Ferdinando Carlo Vittorio d'Asburgo-Este   | Francesco IV, Duca di Modena              |  |  |       |  |  |                                 |  |  |                               |  |
|                                                     |                                                 | Ferdinando Carlo Vittorio d'Asburgo-Este   | Maria Beatrice di Savoia                  |  |  |       |  |  |                                 |  |  |                               |  |
| Maria Teresa Enrichetta d'Asburgo-Este              |                                                 | Ferdinando Carlo Vittorio d'Asburgo-Este   |                                           |  |  |       |  |  |                                 |  |  |                               |  |
|                                                     |                                                 | Elisabetta Francesca d'Asburgo-Lorena      | Arciduca Giuseppe, Palatino d'Ungheria    |  |  |       |  |  |                                 |  |  |                               |  |
|                                                     |                                                 | Elisabetta Francesca d'Asburgo-Lorena      | Arciduca Giuseppe, Palatino d'Ungheria    |  |  |       |  |  |                                 |  |  |                               |  |
|                                                     |                                                 | Elisabetta Francesca d'Asburgo-Lorena      | Duchessa Maria Dorotea di Württemberg     |  |  |       |  |  |                                 |  |  |                               |  |
|                                                     |                                                 | Elisabetta Francesca d'Asburgo-Lorena      |                                           |  |  |       |  |  |                                 |  |  |                               |  |